# Beltrán (Cundinamarca)
Beltrán es un municipio colombiano ubicado en el occidente del departamento de Cundinamarca, a orillas del río Magdalena, en la provincia de Magdalena Centro; dista 212 km por carretera de Bogotá desde el corregimiento de Cambao.

## Toponimia

### Origen lingüístico[3]
- Familia lingüística: Indoeuropea
- Lengua: Lenguas germanas

### Significado
El apellido Beltrán procede del nombre propio Bertran, que significa "ilustre, brillante". Bertran es derivado de las voces germanas beracht-hraban, que significa "el cuervo resplandeciente". La expresión beracht-hraban presentan los siguientes elementos significativos: beracht "brillante, resplandeciente, ilustre", hraban "cuervo".

### Origen / Motivación
Su nombre se da como homenaje a uno de los cuatro encomenderos que tenía Ambalema para el año 1670, Francisco Félix Beltrán de Caycedo, evangelizador de Ambalemita y Colombayma. También se dice que el nombre fue asignado al lugar en honor al monje san Luis Beltrán, fraile que catequizó indígenas en la hoya del río Magdalena.

## Historia

### Época precolombina
En la época precolombina, el territorio del actual municipio de Beltrán estuvo habitado por los indios colombaymas, de la nación panche, quienes eran feroces enemigos de los muiscas. El lugar en que habitaban se llamaba Colombayma; este pudo ser el nombre aborigen de Beltrán.

### Nuevo Reino de Granada
En 1539 el encomendero Baltazar Maldonado fue el primero que en compañía de 150 hombres hizo una travesía por el río Magdalena y descubrió este sitio, habitado por los panches. En 1670, ubicado sobre la orilla izquierda del río, figuraba como pueblo de indios bajo la jurisdicción de Ambalema, y estaba a cargo del encomendero Francisco Félix Beltrán. Al poblarse en Ambalema se llamaban indios de Beltrán por ser el encomendero de este apellido; al volver los indios a su asiento natural, el pueblo que formaron tomó el nombre de Beltrán.

### Virreinato de Nueva Granada
En 1760 en el sitio de Beltrán había alcalde pedáneo nombrado por el Caballero de Tocaima, en 1779 lo era Gregorio Ávila, y en 1781 Benigno Ávila; este funcionario era una especie de comisario Rural, corregidor o inspector de policía, que andaba de un lugar a otro administrando justicia. Quizá por eso en algunas monografías se dice, sin base documental, haber sido fundada en 1760, en tanto que en otras se da el año de 1790, cuando se hizo la actual iglesia por los vecinos con pretensiones de fundar parroquia de blancos.

### Época republicana
El distrito de Beltrán fue suprimido por la ordenanza de la Cámara Provincial de Mariquita de 25 de septiembre de 1844, que además creó el de Armero en el Tolima. Posteriormente fue restablecido por medio de la ordenanza N.º 5 del 12 de noviembre de 1853 de la misma comarca, fue establecido como distrito municipal, y hasta 1857 perteneció a la provincia de Mariquita, año en el que pasó a ser parte de la de Bogotá. El cabildo de Beltrán fue el primero que se rebeló contra el gobierno de la provincia al pedir al Presidente de la República que los pueblos de la margen oriental del río Magdalena se agregarán a la de esta última.

## Geografía
Beltrán ocupa un área de 211 km²; las mayores alturas no superan los 1200 m s. n. m. El municipio es avenado por los ríos Magdalena y Seco de las Palmas, además de algunas quebradas tributarias del Magdalena, como La Calacala, La Calacuta, Pital, Los Tanques, entre otras. La mayor parte del municipio está dentro del piso térmico cálido.
En el territorio del municipio se distinguen dos sectores bien definidos: 
- Al oeste el territorio es plano y bajo, aledaño al río Magdalena,
- Y al este el territorio es relativamente montañoso, y hace parte de las estribaciones de la Cordillera Oriental.

### Límites municipales
Beltrán está delimitado por los siguientes municipios
| Noroeste: Ambalema ( Tolima) (Río Magdalena)            | Norte: San Juan de Rioseco (Río Seco y corregimiento de Cambao) | Nordeste: San Juan de Rioseco |
| Oeste: Ambalema ( Tolima) (Río Magdalena)               |                                                                 | Este: Pulí                    |
| Suroeste: Venadillo y Piedras ( Tolima) (Río Magdalena) | Sur: Guataquí                                                   | Sureste: Jerusalén            |

## División Político-Administrativa
Además de su cabecera municipal, Beltrán tiene bajo su jurisdicción los siguientes Centros poblados:
- La Popa.
- Paquiló.
- Puerto Gramalotal.

Además, el municipio está compuesto con las siguientes veredas:
Chácara, Honduras, Tabor, Guacharacas, Guacamayas (San Francisco), Paraíso (Alto de Lagunas).

## Símbolos del municipio
Himno Municipal 
| Autor: Ronald Alfredo Galvis C. Coro Con el sol de oriente aparece, ¡oh! Beltrán municipio inmortal. La altivez de tus hijos te ofrece, el velar por tu suelo sin par. I Los indígenas Panches poblaron, esa tierra remanso de paz. Y con rudo trabajo dejaron, su cultura recia y señorial. II Una virgen que viene en canoa, siempre cubre con su bendición. A los hombres que en el Magdalena, forjarán patria con fe y tesón. III Tus altivas Ceibas y Samanes, dan sombrío a tu puerto fluvial. Donde el hombre y su suelo se citan, a buscar el progreso y la paz. | IV Encontrarás tu iglesia de historia, adornando tu parque central. Cuna de la religión y cultura, como hermosa joya colonial. V De Paquiló, La Popa y Beltrán, por el río van a trabajar. De canoa atarraya aperados, laboriosos hombres a pescar. VI El Tabor, la Chácara y Honduras, ponen cerca del cielo a Beltrán. Y con ruda labor campesina, el sustento a sus hijos le dan. VII Entre el río de la Magdalena, y la bella cordillera oriental. Entre anzuelos, redes y canoas, se encuentra el puerto Gramalotal. |

Escudo
El blasón es de forma polaca rodeado de una cinta dorada de arriba abajo con su contenido en negro, siendo el superior Trabajo Paz Honor, la barra indica la fecha del 27 de noviembre de 1998 siendo su oficialización como símbolo y rodeando la punta, el nombre del municipio. En el jirón superior a la izquierda está la advocación a la Virgen de la Canoa y un libro abierto, que indica a la página de la izquierda el estatus del municipio en el departamento y a la de la derecha las palabras honestidad y el progreso. En el jirón inferior un cebú en la parte superior y el resto inferior, un pescador extrayendo su pesca en el río Magdalena, cuerpo hídrico que colinda su territorio 
Bandera
 

Con las medidas reglamentarias, el pabellón consta de una sola franja y un solo color. El color blanco de la bandera significa la paz y el sosiego que añora el municipio, es la mayor expectativa de sus habitantes, por lo tanto centraron en el color blanco, único de esta insignia todas sus esperanzas. En el centro está el escudo de Beltrán.

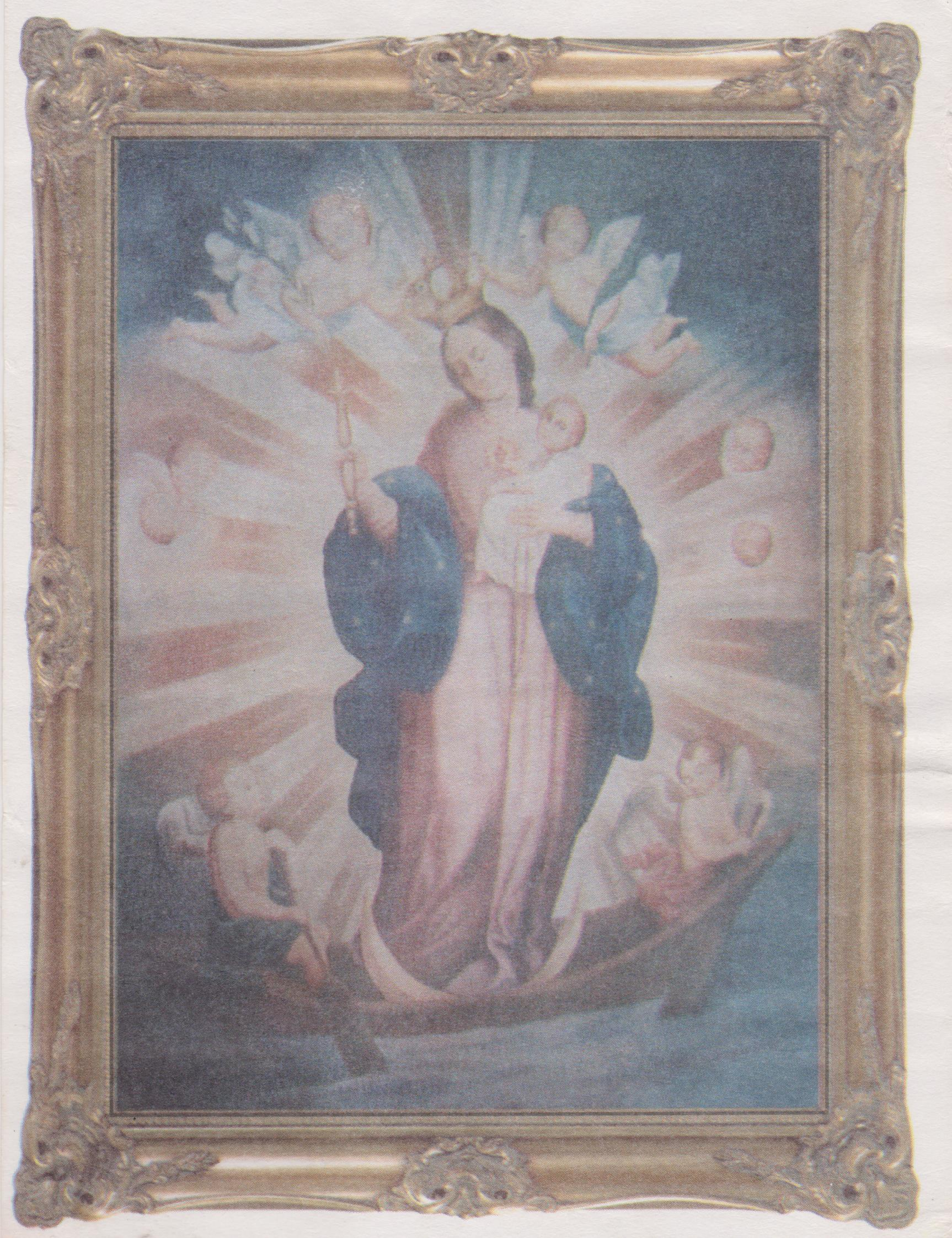
Virgen de la Canoa.

## Cultura religiosa

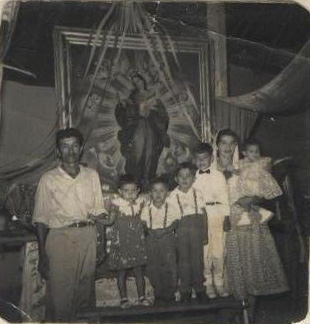
Una familia oriunda de Beltrán posa frente a la imagen de La Virgen de la Canoa, patrona del municipio.

El 8 de septiembre de 1790 hizo su aparición la Virgen de la Canoa, patrona del municipio, ante una lavandera en el río Magdalena. La tradición cuenta que la Virgen iba en una canoa rodeada por ángeles. En su honor se construyó la iglesia Nuestra Señora de la Canoa, que es el primer templo provincial del Alto Magdalena, por lo que se considera un bien de patrimonio histórico y cultural.
ORACIÓN A NUESTRA SEÑORA DE LA CANOA
Madre nuestra resplandeciente que rodeaba su cuerpo 
y unos ángeles rodeaban su barquilla, en el río Magdalena,
haz que esa luz brille en nuestras vidas. 
Bendecidnos Virgen de la Canoa con la riqueza de tu hijo 
para que no falten los peces, la comida, la paz y la alegría.
Condúcenos al puerto de tu hijo, 
unión de varios hogares de Beltrán y de Colombia
acoge la plegaría de quienes te visitamos
y ayudadnos a disponer nuestros corazones
para una verdadera conversión. Amén.
- Fecha de veneración: 8 de septiembre.

## Lugares de interés
- Alto de Lagunas.
- Biblioteca Municipal.
- Cerro del Tabor.
- Las Ceibas.
- Museo de Cerámica Indígena.
- Templo Parroquial.
- Balneario Quebrada Calacuta.
- Malecones de Paquiló, La Popa, Gramalotal y Beltrán.

## Servicios públicos
- Energía Eléctrica: Enel, es la empresa prestadora del servicio de energía eléctrica.
- Gas Natural: Alcanos de Colombia es la empresa distribuidora y comercializadora de gas natural en el municipio.